# Нижняя улица (Москва, Беговой район)
Ни́жняя у́лица (до 1926 года — Ни́жняя у́лица Тверско́й Слободы́ либо у́лица Ни́жняя Тверска́я Санкт-Петербу́ргская Слобо́дка) — улица, расположенная в Северном административном округе города Москвы на территории района Беговой.

## История
Улица получила современное название в 1926 году как сокращение от предыдущих названий Ни́жняя у́лица Тверско́й Слободы́ либо у́лица Ни́жняя Тверска́я Санкт-Петербу́ргская Слобо́дка.

## Расположение
Нижняя улица проходит от Ленинградского проспекта на юго-запад, делает коленообразный изгиб на юго-восток и снова на юго-запад, огибая д. 1 по Ленинградскому проспекту, проходит параллельно путям Смоленского направления Московской железной дороги, с северо-запада к улице примыкают Верхняя и Скаковая улицы, Нижняя улица проходит далее и вблизи веерного депо, повернув на север, оканчивается. Нумерация начинается от Ленинградского проспекта.

## Примечательные здания и сооружения
По нечётной стороне: 
- №3 — пяти/шестиэтажный дом (1928 год)
- №5 — пятиэтажный дом (1930 год)
- №17 — мастерские локомотивного депо имени Ильича перед которыми установлен памятник воинам-железнодорожникам.

По чётной стороне: 

### Наземный транспорт
По Нижней улице маршруты наземного общественного транспорта не проходят. У восточного конца улицы, на Ленинградском проспекте, расположена остановка «Белорусский вокзал» автобусов е30, е30к, м1, н1, н12, 27, 84, 101, 356, 905, т20, т70.

### Метро
- Станции метро «Белорусская» Замоскворецкой линии и «Белорусская» Кольцевой линии (соединены переходом) — восточнее улицы, на площади Тверская Застава.

### Железнодорожный транспорт
- Белорусский вокзал (пассажирский терминал станции Москва-Пассажирская-Смоленская Смоленского направления Московской железной дороги) — восточнее улицы, на площади Тверская Застава.